# Els Prats de Rei
Els Prats de Rei è un comune spagnolo di 537 abitanti situato nella comunità autonoma della Catalogna.